# Federico Coullaut-Valera
Federico Coullaut-Valera Mendigutia (Madrid, 1912 – 1989) est un sculpteur espagnol, fils du sculpteur Lorenzo Coullaut-Valera.

## Biographie
Il continue l'œuvre de son père sur la Place d'Espagne de Madrid et termine le monument en 1956-1957. Il sculpte diverses œuvres en Espagne. Il représente notamment des personnages historiques ou représentatifs de l'Espagne, comme les héros de Miguel de Cervantes. Une de ses statues représentant Charles III d'Espagne est installée en 1976 rue Olvera à Los Angeles. Charles III d'Espagne avait ordonné l'expédition qui mena à la découverte de la ville. La statue est dédiée en 1987 à Juan Carlos Ier d'Espagne et à la reine Sofia.